# Les Dominos
Les Dominos (titre original : Dominoes) est une nouvelle de science-fiction de Cyril M. Kornbluth.
La nouvelle évoque l'action d'un financier qui utilise une machine à voyager dans le temps afin de connaître la date exacte du krach boursier qui pourrait avoir lieu.

## Parutions

### Parutions aux États-Unis
La nouvelle est initialement parue dans Star Science Fiction Stories no 1 en février 1953.
Elle a par la suite été publiée à de nombreuses reprises dans divers recueils ou anthologies.

### Parutions en France
La nouvelle a été initialement publiée en 1975 dans l'anthologie Histoires de voyages dans le temps (rééditions en 1976, 1978 et 1987).

### Parutions dans d'autres pays
La nouvelle a été publiée :
- en portugais sous le titre Alarme na Bolsa (1953) ;
- en russe sous le titre Карточный домик (1961) ;
- en allemand sous le titre Domino (1976).

## Résumé
Remarque : la nouvelle est parue en 1953, à une date où le krach de 1929 était encore dans toutes les mémoires. L'action de la nouvelle se déroule en 1975, c'est-à-dire dans une Amérique située 22 ans dans le futur.
Will Born est un homme d'affaires avisé de Wall Street. Il connaît le business : ça va, ça vient, parfois il y a des krachs boursiers. Or ce 15 avril 1975, il « sent venir » un krach, mais voudrait savoir exactement sa date de survenance. Dans cette optique il a investi 250 000 $ dans les travaux d'un jeune ingénieur, Loring, qui a inventé une machine à voyager dans le temps. Or Loring vient de l'avertir que la machine est terminée, et que le premier essai, tendant à envoyer un couple de souris en 1977, a parfaitement réussi.
Born se précipite chez Loring qui lui explique comment faire fonctionner la machine. Il s'installe, appuie sur « on », et se retrouve le 11 septembre 1977 à 9 h 55. Il a deux heures devant lui. Se précipitant vers les journaux, il découvre que le krach a eu lieu : la plupart des valeurs boursières sont au quart de leur valeur ! Il faut donc rapidement déterminer le jour exact du krach. Il se précipite à la bibliothèque municipale centrale et demande à consulter les archives du Stock Exchange Journal des années 1975, 1976 et 1977. Quand les microfilms lui sont présentés, il consulte le mois de son départ et découvre que le krach a eu lieu… le 17 avril 1975 ! Le Stock Exchange Journal porte comme titre à cette date : « Effondrement des valeurs et crise générale. Les banques ferment. Les clients donnent l'assaut aux agences de courtage ! ». Sachant qu'il lui reste deux jours pour prendre ses dispositions, c'est le cœur léger qu'il rejoint la machine et retourne à la date du 15 avril 1975. Là, il réunit tous ses courtiers et leur donne un ordre simple : il faut tout vendre immédiatement, quelles que soient les valeurs nominales des actions et obligations, et quelles que soient les interrogations des autres courtiers ou des clients. Ses ordres sont mis à exécution : des millions d'actions sont mis sur le marché, qui baisse légèrement, puis baisse notablement. Les autres sociétés de bourse se mettent aussi à vendre avec frénésie. L'ensemble du marché s'effondre soudainement. Le krach a lieu.
Born se frotte les mains : son investissement de 250 000 $ lui a permis d'engranger une fortune et d'éviter la débâcle que connaissent des milliers d'entreprises. Il reçoit alors la visite de Loring. Ce dernier a investi les 250 000 $ en Bourse et est ruiné. Il demande à Born de lui prêter quelques milliers de dollars, faute de quoi il sera expulsé de son logement et sa machine sera saisie. Born lui répond que cela n'est pas son problème et que de toute façon il n'est pour rien dans le krach. Loring lui montre un exemplaire du Stock Exchange Journal, qui porte le titre que Born a déjà lu. Born lit l'article, qui explique que c'est sa société WJ Born Associated qui, en vendant brutalement des millions d'actions sur le marché, a créé le krach. Stupéfait d'apprendre que c'est lui qui est à l'origine du krach, il ne réagit pas quand Loring l'agrippe au cou et l'étrangle. Quand sa secrétaire et quelques clients pénètrent dans son bureau, il est trop tard.